# Örs vezér
Örs vezér Ocsád, a „hét kun vezér” egyikének fia, akit Anonymus, Kézai Simon és a Képes krónika is megemlít, mint a hét kapitány egyikét.

## Történeti adatok

### Örs vezér vára
A Sálytól 4 km-re északnyugatra fekvő Latorvár-tetőn három egymás közvetlen közelében épült erősség található. Az első egy vaskori földvár, a második a hegy déli oldalán épült Árpád-kori kővár (Latorvár), a harmadik pedig egy honfoglalás-kori földvár (Örsúr vára), amelyet egykor Örs vezér leszármazottai is laktak.
Anonymus írja: „Árpád itt nagy földet adott Ócsádnak Örsúr apjának. Örsúr a fiú aztán ott, annak a folyónak forrásánál várat épített, melyet most Örs úr várának hívnak.”
A vár alatti völgyben honfoglalás kori magyar falu romjait ásták ki, mellette pedig avar kori temetőt. Itt ered a Dél-Bükk legbővizűbb forrása (ma vízmű terület), mely egykor tucatnyi vízimalmot hajtott. A forrás közelében egy mesterséges barlang van, melyben rovásírásemléket találtak, amelyeket mára sajnos a vandalizmus áldozatai lettek és jórészt lekarcoltak.

### Kézai Simon listája
Kézai Simon krónikájában hét kapitányról beszél, akik hét sereg élén vonultak be „Szkítiából Pannóniába”, a seregek és kapitányok sorrendjét a következőképpen adja meg:
- A Turul-nemzetségbeli Ügek fia Előd fia Álmos fia Árpád
- Szabolcs, aki Csákvár környékén telepedett le tőle ered a Csák nemzetség
- Gyula, aki „utóbb Erdélyben lakott”
- Örs, „ez, mint mondják a Sajó körül ütötte fel sátrait”
- Künd, „ez a Nyír(ség) környékén lakott, fiai Kusid és Kupian”
- Lél, „először Galgóc környékén, majd a nyitrai részeken lakott, tőle származik a Zoárd nemzetség”
- Vérbulcsú „aki Zalában, a Balaton körül telepedett meg”, akit azért neveztek Vérbulcsúnak, mert „nagyapját a krimhildi csatában a németek megölték”, ő pedig bosszúból „némelyeknek úgy itta a vérét, mint a bort”

A Képes krónika listáján ugyanezek a nevek szerepelnek, eltérő sorrendben: Örs a névsor végére kerül. A Tarih-i Üngürüsz szintén ezeket a neveket közli, ott a sorrend Árpád, Gjula, Kend, Szabolcs, Ürs, Lejl, Bulcs. Ez a lista Anonymusénál is kevésbé hiteles, több benne a mondai elem. Örs egyes helynevekre alapozott feltevések szerint a kabarok egyik törzse volt a honfoglalás idején. Lél és Bulcsú 955-ben az augsburgi csata után haltak meg, miután elfogták és felakasztották őket. Gyula méltóságnév volt, később vált személynévvé, akárcsak Künd/Kund. Csak Árpád és Szabolcs sorolható be a honfoglalás idejére. Kusid a Fehér ló mondából került be Kézai listájába, mint Kund fia, Kurszán helyére.
Az Örs név eredete összekapcsolható az Aorsz törzzsel is, amely a szkíták egyik eleme volt.